# Hémithée
 (mars 2020).
Si vous disposez d'ouvrages ou d'articles de référence ou si vous connaissez des sites web de qualité traitant du thème abordé ici, merci de compléter l'article en donnant les références utiles à sa vérifiabilité et en les liant à la section « Notes et références ».
Dans la mythologie grecque, Hémithée était une princesse grecque du royaume de Naxos. Elle avait une sœur du nom de Parthénos, une autre nommée Molpadia et un frère du nom de Ténès. Leur père était Staphylos, fils de Dionysos, le dieu du vin. Hémithée et sa sœur ont brisé la meilleure amphore à vin de leur père, provoquant sa rage. Sa mère est Chrysothémis. Il se mit à les poursuivre pour les tuer. Or, Apollon, dieu de la musique, de la beauté masculine et de la perfection était épris de la princesse Rhéo. Alors qu'il allait lui rendre visite, il aperçut les trois sœurs poursuivies par leur père. Celles-ci se jetèrent du haut d'une falaise en suppliant Apollon de les sauver. Celui-ci, ému par cette démonstration de foi, fit d'elles des déesses immortelles. Plus tard, elles s'enrôlèrent dans les Chasseresses, groupe de jeunes filles immortelles au service de la déesse de la chasse, Artémis.